# Izložba
Izložba je trajni ili privremeni javni događaj na kojem se razni umjetnički ili drugi predmeti izlažu javnosti. 
Izraz se može odnositi na javne izložbe stvari ili predmeta od umjetničkog, znanstvenog, kulturnog, arheološkog, povijesnog, tehnološkog, obrazovnog ili informativnog interesa. Te se izložbe uglavnom održavaju u kulturne ili komercijalne svrhe, prvenstveno radi upoznavanja ljudi s određenim predmetima.
Najčešći izložbeni prostori su 
- galerije,
- muzeji,
- sajmovi i
- ulice.

Izložbe su uglavnom organizirane tematski i predstavljaju određenu skupinu umjetnosti ili predmeta.